# Fondation Burri
Fondazione Palazzo Albizzini « Collezione Burri  » a été créé par Alberto Burri en 1978 à Città di Castello dans la province de Pérouse (Italie) , en hommage à sa ville natale. La fondation expose plus de 250 de ses œuvres dans deux lieux distincts au Palazzo Albizzini et Ex Seccatoi del Tabacco. 

## Palazzo Albizzini
Le palais a été acheté par la Cassa di Risparmio di Città di Castello qui l'a fait restaurer entre 1979 et 1981 et l'a donné à la Fondazione Palazzo Albizzini « Collection Burri » pour une période de 99 ans. Le palais a été ouvert en 1981 comme musée des œuvres de Alberto Burri, 
environ 150 œuvres de peinture, sculpture, scénographie et esquisses exécutées de 1948 à 1989, exposées chronologiquement dans 20 salles.

## Ex Seccatoi del Tabacco
Une partie de la collection est exposée dans les hangars de séchage restructurés d'une ancienne manufacture de tabac depuis 1990.
Alberto Burri a utilisé ces hangars comme laboratoire pour la production de grandes œuvres à partir de 1978. La Fondazione Palazzo Albizzini « Collection Burri » a repris le complexe en 1989.
Les hangars d'une superficie de 14 000 mètres carrés, contiennent environ 128 œuvres faisant partie des cycles suivants :
- Il Viaggio (1979) ;
- Orsanmichele (1980) ;
- Sestante (1982) ;
- Rosso e Nero (1984) ;
- Cellotex T (1975-1984) ;
- Annottarsi (1985-1987) ;
- Non Ama il Nero (1988) ;
- Grandi Neri (1988-1990) ;
- Metamorfotex (1991) ;
- Il Nero e l'Oro (1992-1993).

À l'extérieur des hangars, sur la pelouse, se trouvent trois grandes sculptures en fer peint en noir :
- Grande Ferro Sestante (1982) ;
- Grande Ferro K (1982) ;
- Grande Ferro U (1990).